# Нандина
Нандина (Nandina domestica Thunb.) је монотипског рода Nandina коју је први описао Тумберг (Carl Peter Thunberg, 1743-1828), шведски природњак, Линеов „апостол“, у Nova genera plantarum 14 1781. Припадност породици Berberidaceae уочљива је по жутом камбијуму (карактеристика свих жутика!). Нандина се повремено третира као посебна породица, Nandinaceae (Takhtajan, Divers. Classific. Fl. Pl. 1997), или потпородица, Nandinoideae (Loconte in Kubitzki et al., Fam. Gen. Vasc. Pl. 2: 147-151. 1993).
Синоним је Nandina domestica var. linearifolia C.Y. Wu ex S.Y. Bao. Кинески назив је бамбус јужног неба (南天竹, нан тиан зу), а у Јапану је зову свети бамбус  (南天竹, нантен), , а отуда и енглески називи небески или свети бамбус (heavenly bamboo, sacred bamboo). 

## Опис врсте
Зимзелени жбун, који одбацује лист у хладнијим подручјима, са бројним усправним слабо разгранатим стабљикама, хоризонталним гранама и равним врхом. Гранчице у младости црвенкасте. Висок 1,5-2,5 m, на топлијим стаништима и виши, и 1,0 до 1,5 m широк, шири се коренским избојцима у велике колоније. Током времена хабитус му постаје отворен и извучен ако се прикладно не орезује.
Листови наизменични, дуги 30-50 cm, двоструко или троструко непарно перасто сложени, без залистака; елиптичне или елиптично-ланцетасте, скоро седеће лиске, 2-10 × 0,5-2 cm, су голе, благо кожасте, извучено зашиљеног врха и клинасте основе, целог обода; у нијансама црвене боје док су млади, у јесен постају љубичасти. Нерватура пераста са лучно спојеним нервима при ивици лиске, дршке и дршчице при дну задебљале.
До неколико стотина хермафродитних цветова у усправним метлицама, дугим 20-35 cm, на врху стабљике или у пазуху листа; брактеоле присутне. Чашичних листића много, они су јајастотроугласти или издуженојајасти, 1-4 mm, спирално распоређени. Шест круничних листића 4,2 × 2,5 mm, заобљених врхова бели или крем, без нектарија у основи. Прашници дуги 3,5 mm; конектив антера издужен; пуцају по уздужном прорезу. Полен полипораст са јако љуспастом егзином. Плодник елипсоидан монолокуларан са 1-3 семена заметка; плацентација субмаргинална; стубић кратак, жиг цео, једар. Карпоподијум 4-8 mm. Цвета од априла до јуна.
Двосемене, лоптасте бобице, пречника 6-8 mm, светлоцрвене, ређе љубичастоцрвене; жиг остаје на плоду, као код жутика. Плодоношење од јула до новембра. Семе сивожућкасто, као конвексно-конкавно сочиво, љуспасто, албуминско, ембрион неразвијен.

## Ареал
Нандина се јавља од природе у Азији, од Индије до централне Кине (у покрајинама Анхуеј, Фуђен, Гуангдунг, Гуангси, Гуејџоу, Хенан, Хубеј, Хунан, Ђангси, Шенси, Шандунг, Шанси, Сичуан, Јунан и Џеђанг). У Јапан је интродукована пре XVI века.

## Биоеколошке карактеристике
Биљка је прилагодљива различитим земљиштима; толерише инсолацију, сенку и сушу. Потребно јој је богато, влажно тло, али не и забарено, и топао, сунчан положај заклоњен од ветра. Отпорна је на инсекте и болести.

## Значај
У Јапану гранчице са плодовима продају се зими да се украсе олтари у храмовима и кућама. Она се тамо сади у близини улаза у кућу да утеши чланове породице који су имали лоше снове. 
Дрво је миришљаво и врло ситнозрно па се у Јапану употребљава за чачкалице . Сматра се да биљка има лековита својства делотворна у лечењу различитих тегоба.
Нандина је интродукована у Европу 1908. године из Јапана, а гаји се широм света као украсна биљка због више пожељних декоративних особина. Користите за пионирску садњу, масиве, групације, као стабилизатор косина, у засењеним деловима испод круна дрвећа. Временом постаје отворена у доњем делу па је треба орезивати с времена на време што стимулише развој базалних изданака што биљку чини компактнијом, пунијом. Иако није честа, она је један од највреднијих зимзелених лишћарских жбунова. Млади, фино издељени листови су бронзани до црвени, постепено прелазе у плавозелену, а у јесен у мутнољубичасту и црвену током зиме . Велике метличасте цвасти формирају се изнад листова, а смењују их у јесен упадљиве светлоцрвене бобице које остају на биљци током зиме дајући живописне ефекте зимском врту. Нандина цвета и образује бобице и у потпуној сенци и на сунцу. Биљка не образује бобице ако се сади појединачно, па је добро садити је у мањим или већим групама како би се обезбедила странооплодња.

## Размножавање

### Генеративно размножавање
Плодови се сакупљају у јесен када су зрели. Одстрањивање пулпе се препоручује, а обавља се лако мацерацијом. После потапања плодова у воду 24 сата и мацерације семе се издваја од пулпе.
Семе одложено клија због неразвијеног ембриона и његовог спорог развоја. Пошто врста има рудиментисани ембрион, семе треба држати у влажној средини на температури од 4°C и сејати у касно пролеће или лето да би клијање било брзо и уједначено. Семе чувано у хладним условима 9-10 месеци клија као и оно посејано одмах по сакупљању и екстракцији без губитка клијавости.

### Вегетативно размножавање
Резнице стабла могу да се ожиле у било које доба године, осим током пролећног олиставања. Успех ожиљавања је 80-90%; тратман ауксинима помаже ожиљавање али је ожиљавање доста споро. Када изданци потпуно одрвене, а то се види по црвењењу листова, ожиљавање је теже. Дељење одвајањем бочних изданака и размножавање коренским избојцима успешно је посебно за патуљасте сорте, а најуспешније је у пролеће пре олиставања.
Протокол за микропропагацију нандине користи се у комерцијалним расадницима за производњу безвирусног материјала.

## Унутарврсни таксони
Нандина се гаји вековима у Кини и Јапану који су извор патуљастих селекција. У расадницима се могу наћи и сорте са листовима сличним папрати, са вијугавим гранама и различитим бојама плодова (белим, жутим или гримизноцрвеним).
- ‘Alba’ (‘Aurea’) има беличасте до кремжуте плодове и светлозелене листове; расте до 180 cm. Поник овог клона даје сегрегацију 50/50% у односу на боју плодова (жуто/црвено); за разлику од црвеноплодих, клијавци жутог плода немају црвекасту боју нових листова.
- ‘Atropurpurea Nana’ је густа, кугласта стерилна сорта светлозелених листова који су у јесен униформно црвени, понекад увијени; расте до 60 cm у вис и 60-100 cm у ширину.
- Blush Pink™ (‘AKA’), Flirt™ (‘Murasaki’), and Obsession™ (‘Seika’), су новији култивари селекционисани због боје листова.
- ‘Fire Power’ (‘Firepower’) је безвирусни клон култивара ‘Atropurpurea Nana’ са неувијеним листовима сличан клону ‘Wood’s Dwarf’.
- ‘Gulf Stream’ је један од најпопуларнијих и честих култивара у расадницима; расте 100-150 cm у вис и нешто мање у ширину, густе текстуре, са старошћу у доњем делу оголи па су видљиве стабљике. Зимски колорит је различит некада интензивно црвен, некада црвенозелен. Цвасти 10 cm дуге формирају црвене плодове.
- Harbour Belle™ (‘Jaytee’) образује густ, кугласт хабитус, са избојцима, висине  45-60 cm; листови плавозелени, у јесен тамнољубичасти до кестењасти, цветови и плодови обилнији него код ‘Harbour Dwarf’.
- ‘Harbour Dwarf’ са металасто плавозеленим листовима зими црвено нијансираним, образује раширени хабитус формирајући избојке; висок је 30-60 cm шири у зрелости. Одличан је за мање масиве; цвета и формира плодове.
- Moon Bay™ кугластог изгледа, 45-75 cm висок и широк, са сјајним, светлозеленим листовима који зими попримају црвене нијансе.
- ‘Moyer’s Red’ клон високог раста 180 cm и више, са типичним особинама за врсту осим боје листова зими који су бљештаво црвени. Фертилни клон који је мање отпоран на ниске температуре од осталих.
- ‘San Gabriel’ (‘Kurijusi’, ‘Orihime’) јединствен због појединих лиски које су модификоване у уске папратолике сегменте, црвене у развоју, зелене касније и на крају црвенкастољубичасти зими. Расте 30-60 cm, мање је отпоран на ниске температуре од осталих.
- ‘Sasaba’ је јапански клон 90-120 cm висине са плавзеленим листовима благо увијеним, делује оријентално.
- ‘Umpqua Warrior’ је 180-280 cm висок клон са великим цветовима и бобицама. [20]

## Галерија
- Део сложеног листа са лица и наличја
- Метличаста цваст
- Бобице
- Семе и пулпа
- Nandina domestica 'Firepower'
у новембру